# Patrick Parizon
Patrick Parizon (* 3. června 1950, Le Creusot) je bývalý francouzský fotbalista, útočník. Po skončení aktivní kariéry působil jako trenér.

## Fotbalová kariéra
Hrál za AS Saint-Étienne, Bataillon de Joinville, Troyes AC, Lille OSC, FC Sochaux-Montbéliard, Stade Brestois, CS Thonon-les-Bains a Chamois Niortais. Ve francouzské lize nastoupil ve 358 ligových utkáních, dal 44 gólů a s týmem AS Saint-Étienne získal dva mistrovské tituly a dvě vítězství v poháru. V Poháru mistrů evropských zemí nastoupil v 1 utkání a v Poháru UEFA nastoupil ve 2 utkáních. Za reprezentaci Francie nastoupil v roce 1975 ve 3 utkáních a dal 1 gól. 

## Ligová bilance
| Ročník            | Zápasy | Góly | Klub                   |
| ----------------- | ------ | ---- | ---------------------- |
| Ligue 1 1967/1968 | 1      | 0    | AS Saint-Étienne       |
| Ligue 2 1968/1969 | 25     | 2    | Bataillon de Joinville |
| Ligue 1 1969/1970 | 12     | 2    | AS Saint-Étienne       |
| Ligue 1 1970/1971 | 28     | 2    | AS Saint-Étienne       |
| Ligue 1 1971/1972 | 25     | 2    | AS Saint-Étienne       |
| Ligue 1 1972/1973 | 19     | 3    | AS Saint-Étienne       |
| Ligue 1 1973/1974 | 38     | 7    | Troyes AC              |
| Ligue 1 1974/1975 | 22     | 2    | Troyes AC              |
| Ligue 1 1974/1975 | 16     | 2    | Lille OSC              |
| Ligue 1 1975/1976 | 36     | 7    | Lille OSC              |
| Ligue 1 1976/1977 | 30     | 5    | Lille OSC              |
| Ligue 1 1977/1978 | 24     | 0    | FC Sochaux-Montbéliard |
| Ligue 1 1978/1979 | 25     | 4    | FC Sochaux-Montbéliard |
| Ligue 1 1979/1980 | 35     | 5    | FC Sochaux-Montbéliard |
| Ligue 2 1980/1981 | 28     | 4    | Stade Brestois         |
| Ligue 1 1981/1982 | 37     | 2    | Stade Brestois         |
| Ligue 1 1982/1983 | 10     | 1    | Stade Brestois         |
| Ligue 2 1983/1984 | 35     | 3    | CS Thonon-les-Bains    |
| CELKEM Ligue 1    | 358    | 44   |                        |